# Lo straniero (opera)
Lo straniero è un'opera di Ildebrando Pizzetti su libretto proprio. Fu rappresentata per la prima volta al Teatro dell'Opera di Roma il 29 aprile 1930.
Quest'opera può essere accostata a Debora e Jaele e Fra Gherardo in una trilogia di opere collegate dal comune spirito religioso, incentrate sul tema dell'amore e della morte che conducono alla redenzione. Completata prima di Fra Gherardo, sarebbe stata presentata più tardi per «intimi disegni; pensate in un preciso periodo della intima vita del Pizzetti uomo e artista» le tre opere «avrebbero poi dovuto apparire in tale ordine come momenti d'un ciclo conclusosi e come sviluppo d'un ideale.» Andrea Della Corte trovò Lo straniero, in cui le tesi e la poesia del Pizzetti non si concilierebbero completamente e di cui giudicò il finale musicalmente scialbo, meno convincente delle altre opere.

## Interpreti della prima rappresentazione
| Personaggio            | Interprete        |
| ---------------------- | ----------------- |
| Il re patriarca Hanoch | Giacomo Vaghi     |
| Maria                  | Maria Zamboni     |
| Lo straniero           | Renato Zanelli    |
| Scedeur                | Gaetano Viviani   |
| Il Pietra              | Duilio Baronti    |
| Il Falco               | Luigi Nardi       |
| Il Rosso               | Guido Vaccari     |
| Esaù                   | Adolfo Pacini     |
| Un vecchio             | Amerigo Neri      |
| Il vecchione           | Pierantonio Prodi |

Direttore: Gino Marinuzzi.

Scenografo: Nicola Benois.

Regista: Alessandro Sanine.

## Trama

### Atto I
I Moabiti sono stati salvati da una carestia grazie a un intervento miracoloso di un misterioso straniero. Il re Hanoch gli è riconoscente al punto che vorrebbe dargli in moglie la figlia minore Maria, ma questo genera gelosie e sospetti, soprattutto nel genero di Hanoch, Scedeur. Lo straniero allora racconta la propria storia e rivela di essere un parricida: ha ucciso il proprio padre, re di un'altra tribù, per difendere una giovane che si voleva sacrificare per placare una rovinosa guerra, scatenata per difendere la sorella dalle offese di un re avversario. Hanoch obbliga lo straniero ad abbandonare il villaggio.

### Atto II
È notte e lo straniero si è messo in cammino. Viene raggiunto da Maria, la figlia di Hanoch, la quale, colpita dalla sua storia, gli porta degli aiuti e vorrebbe unirsi a lui come una sorella. Maria invita lo straniero a invocare il proprio Dio, il Dio d'Israele, che l'uomo però dice di non conoscere e di non saper pregare. Lo straniero cerca di convincere Maria a salvarsi e tornare alla propria casa, prima che giungano i sudditi di Hanoch a riprendere la giovane. Ma è troppo tardi: gli uomini arrivano e invano lo straniero cerca di addossarsi la colpa della fuga di Maria dicendosi incantatore. Lo straniero viene lapidato e anche Maria, nel tentativo di difenderlo, cade vittima delle pietre. L'ira del popolo si placa quando lo straniero mostra d'aver trovato nell'amore del prossimo l'espressione del vero Dio, e muore in ebbrezza tra le braccia di Maria esclamando «La voce di Dio».

## Discografia
- 1967 - Nicola Rossi-Lemeni (Hanoch), Maria Chiara (Maria), Giampaolo Corradi (Lo straniero), Lorenzo Testi (Scedeur), Sergio Pezzetti (Il Pietra), Franco Ricciardi (Il Falco), Piero De Palma (Il Rosso), Mario Borriello (Esaù), Giovanni Amodeo (Un vecchio), Alfredo Colella (Il vecchione) - Direttore: Armando La Rosa Parodi - Orchestra e Coro della RAI di Milano - Registrazione dal vivo del 21 dicembre 1967 - House of Opera CD8401[4][5]
- 1969 - Carlo Cava (Hanoch), Leyla Gencer (Maria), Giampaolo Corradi (Lo straniero), Domenico Trimarchi (Scedeur) - Direttore: Gianandrea Gavazzeni - Orchestra e Coro del Teatro San Carlo di Napoli - Registrazione dal vivo del 26 febbraio 1969 - Musicassetta: Legato Classics: CD: House of Opera CD8402[4][6]